# Durjan Singh
Durjan Singh va ser un gran líder de la rebel·lió Chuar de Bengala. Singh era un zamindar de Raipur a Bengala. Va liderar la rebel·lió Chuar el 1798-99 al districte de Midnapore contra la Companyia Britànica de les Índies Orientals.

## Rebel·lió
A Bengala, els Bhumijs de Jungle Mahals eren anomenats chuars . Alguns d'ells es van convertir en zamindars, i es van anomenar Rajas o Sardars . Les seves rebel·lions durant el domini britànic es van anomenar rebel·lió Chuar.
Raja Durjan Singh era el Bhumij zamindar de Raipur, d'on va ser desposseït pels britànics. Per recuperar la seva propietat de Raipur, Durjan Singh es va unir a la rebel·lió Chuar iniciada per Jagannath Singh, zamindar de Dhalbhum i va atacar els britànics amb uns 1500 dels seus companys i va causar estralls a Raipur i els seus voltants. També va rebre el suport d'altres líders desposseïts de Bhumij zamindars, Rajas de Midnapore, Dhalbhum, Bankura, inclosos Jagannath Singh, Mohan Singh, Subal Singh, Shyam Ganjam Singh, Rani Shiromani, Lal Singh, Baidyanath Singh, Lakshman Singh, Raghunath Singh, Mangal Singh, Achal Singh, etc. Va establir el seu domini sobre 30 pobles i va atacar els establiments de la Companyia de les Índies Orientals. Els Chuar (Bhumijs) van estendre la rebel·lió a Raipur, Bankura, Phulkusma, Bhalaidiha, Shyamsunderpur i Simlapal.
El Motí de Chuar, dirigit per Durjan Singh, va estar al seu punt àlgid el 1798-99, però va ser brutalment aixafat per l'exèrcit de la Companyia.